# Milon Volde
Milon Volde (Millon Wolde), etiopski atlet, * 17. marec 1979.
Sodeloval je na atletskem delu poletnih olimpijskih igrah leta 2000.